# Гесос, Павлос
Павлос Гесос (род. 25 мая 1945) — греческий шахматист, международный мастер (1980). Тренер ФИДЕ (2005).
В составе сборной Греции участник 26-й Олимпиады (1984) в Салониках.

## Изменения рейтинга
| Графики недоступны из-за технических проблем. См. информацию на Фабрикаторе и на mediawiki.org. |